# Antiga Germandat Agrícola
L'Antiga Germandat Agrícola és una obra de Palafolls (Maresme) protegida com a bé cultural d'interès local. És un edifici situat al carrer Francesc Macià, al nucli de la ciutat. Consta de dos edificis de planta rectangular formats per una planta baixa i primer pis, amb una zona de pati al mig. Està molt reformat.